# Tenis stołowy na Igrzyskach Azjatyckich 2014
Tenis stołowy na Igrzyskach Azjatyckich 2014 odbywał się w Suwon Arena w dniach 27 września – 4 października 2014 roku. Stu sześćdziesięciu dziewięciu zawodników obojga płci rywalizowało w siedmiu konkurencjach.

## Podsumowanie

### Klasyfikacja medalowa
| Klasyfikacja medalowa | Klasyfikacja medalowa | Klasyfikacja medalowa | Klasyfikacja medalowa | Klasyfikacja medalowa | Klasyfikacja medalowa |
| Miejsce               | państwo               | Złoto                 | Srebro                | Brąz                  | Razem                 |
| --------------------- | --------------------- | --------------------- | --------------------- | --------------------- | --------------------- |
| 1                     | Chiny                 | 6                     | 4                     | 0                     | 10                    |
| 2                     | Korea Północna        | 1                     | 0                     | 2                     | 3                     |
| 3                     | Japonia               | 0                     | 1                     | 3                     | 4                     |
| =                     | Korea Południowa      | 0                     | 1                     | 3                     | 4                     |
| 5                     | Hongkong              | 0                     | 1                     | 1                     | 2                     |
| 6                     | Singapur              | 0                     | 0                     | 3                     | 3                     |
| 7                     | Chińskie Tajpej       | 0                     | 0                     | 2                     | 2                     |
| Razem                 | Razem                 | 7                     | 7                     | 14                    | 28                    |

### Medaliści
| Konkurencja    | 1. miejsce                                                        | 2. miejsce                                                                                     | 3. miejsce |
| -------------- | ----------------------------------------------------------------- | ---------------------------------------------------------------------------------------------- | --- |
| Mikst          | Korea Północna · Kim Hyok-bong · Kim Jong                         | Hongkong · Jiang Tianyi · Lee Ho Ching                                                         | Korea Południowa · Kim Min-seok · Jeon Ji-hee Japonia · Seiya Kishikawa · Ai Fukuhara |
| Mężczyźni      |                                                                   |                                                                                                | |
| Gra pojedyncza | Xu Xin                                                            | Fan Zhendong                                                                                   | Joo Sae-hyuk Chuang Chih-yuan |
| Gra podwójna   | Chiny · Ma Long · Zhang Jike                                      | Chiny · Xu Xin · Fan Zhendong                                                                  | Singapur · Gao Ning · Li Hu Japonia · Kōki Niwa · Kenta Matsudaira |
| Drużynowo      | Chiny · Fan Zhendong · Ma Long · Xu Xin · Zhang Jike · Zhou Yu    | Korea Południowa · Jeong Sang-eun · Joo Sae-hyuk · Kim Dong-hyun · Kim Min-seok · Lee Jung-woo | Japonia · Seiya Kishikawa · Kenta Matsudaira · Jun Mizutani · Yuto Muramatsu · Kōki Niwa Chińskie Tajpej · Chen Chien-an · Chiang Hung-chieh · Chuang Chih-yuan · Huang Sheng-sheng · Wu Chih-chi |
| Kobiety        |                                                                   |                                                                                                | |
| Gra pojedyncza | Liu Shiwen                                                        | Zhu Yuling                                                                                     | Yang Ha-eun Feng Tianwei |
| Gra podwójna   | Chiny · Zhu Yuling · Chen Meng                                    | Chiny · Liu Shiwen · Wu Yang                                                                   | Korea Północna · Kim Jong · Kim Hye-song Hongkong · Lee Ho Ching · Ng Wing Nam |
| Drużynowo      | Chiny · Chen Meng · Ding Ning · Liu Shiwen · Wu Yang · Zhu Yuling | Japonia · Ai Fukuhara · Miu Hirano · Sayaka Hirano · Kasumi Ishikawa · Misako Wakamiya         | Korea Północna · Kim Hye-song · Kim Jong · Kim Song-i · Ri Mi-gyong · Ri Myong-sun Singapur · Feng Tianwei · Isabelle Li · Lin Ye · Yu Mengyu · Zhou Yihan                                        |